# Червенка, Эксин
Эксин Червенка (англ. Exene Cervenka; настоящее имя Кристина Ли Червенка, англ. Christene Lee Cervenka; род. 1 февраля 1956, Чикаго, Иллинойс) — американская певица, писательница, наиболее известна как вокалистка и фронтвумен панк-группы X.

## Биография
Детство Червенки прошло в Иллинойсе и Флориде. В 1976 году она отправилась в Лос-Анджелес, где в 1977 году на семинаре поэзии, проходившем в Beyond Baroque в Винесе, встретила музыканта Джона До, и они основали группу X. В 1980 году вышел дебютный альбом Los Angeles, спродюсированный клавишником The Doors Рэем Манзареком. За последующие шесть лет группа выпустит ещё пять альбомов, высоко оцененных критиками. С 1995 года группа на время прекращает активную деятельность, но с начала 2000-х годов воссоединяется и продолжает гастролировать. На данный момент Эксин Червенка продолжает творческую деятельность как в составе X, так и сольно, а также даёт концерты в составе The Knitters, Auntie Christ и The Original Sinners.
В 1982 году Червенка в сотрудничестве с Лидией Ланч опубликовала свою первую из серии четырёх книг Adulterers Anonymous. Она также выступает и выпускает сольные альбомы в жанре spoken word. В 1999 году под именем Эксин Червенкова (Exene Červenková) она появилась в культовом видео Decoupage 2000: Return of the Goddess, наряду с Карен Блэк и группой L7. Она прочитала своё стихотворение «They Must Be Angels» и дала шуточное интервью хозяйке Decoupage 2000 Summer Caprice.
В 2005 году её альбомы и коллажи работ были показаны на персональной выставке, названной America the Beautiful и проходившей в Музее искусств Санта-Моники. Выставку курировали Кристин Маккенна и Майкл Данкан. В январе 2006 года выставка с дополнительными экспонатами отправилась в нью-йоркскую галерею DCKT Contemporary. Выставка включала примерно сотню альбомов из коллекции, которую Червенка собрала за 30 лет, а также 18 коллажей. Альбомы Червенки комбинировали грубые наброски песен, фотографии, рисунки и обрывки незаконченных работ, написанные во время разъездов. Кроме того, коллажи состояли из найденных её материалов и выражали её интерпретацию портрета страны, который она составила за свой жизненный опыт. DCKT Contemporary продолжает проводить выставку её работ.
Червенка приняла участие в записи трибьют-альбома The Doors 2000 года Stoned Immaculate: The Music of The Doors, где дуэтом с Перри Фарреллом спела песню «Children of Night». В 2002 году она приняла участие в трибьют-альбоме Rise Above: 24 Black Flag Songs to Benefit the West Memphis Three, записав вместе с Генри Роллинзом кавер-версию «Wasted».

## Личная жизнь
Червенка имеет ирландские и чешские корни.
В 1980 году она вышла замуж за вокалиста и басиста X Джона До, с которым познакомилась в 1977 году. В 1985 году они развелись.
В 1986 году на съёмках комедии «Спасение!», пародирующей телевангелизм, Червенка познакомилась с Вигго Мортенсеном. В фильме Мортенсен играл её мужа Джерома. 8 июля 1987 года они поженились.
28 января 1988 года Червенка родила своего единственного ребёнка Генри Блейка Мортенсена.. С 1992 года пара начала жить раздельно, а в 1997 году подала на развод.

### Здоровье
2 июня 2009 года Червенка выпустила заявление, в котором говорилось о диагностировании у неё рассеянного склероза. Ещё до постановки этого диагноза, она и X активно поддерживали фонд Sweet Relief, помогающий в сборе средств на оказание медицинской помощи незастрахованным музыкантам. Фонд был основан американской певицей Викторией Уилльямс после того как у неё самой обнаружили рассеянный склероз.

## Дискография
X
- Los Angeles (1980)
- Wild Gift (1981)
- Under the Big Black Sun (1982)
- More Fun in the New World (1983)
- Ain't Love Grand! (1986)
- See How We Are (1987)
- Live at the Whisky a Go-Go (1988)
- Hey Zeus! (1993)
- Unclogged (1995)
- Beyond and Back: The X Anthology (1997)
- The Best: Make the Music Go Bang! (2004)
- Live in Los Angeles (2005)

The Knitters
- Poor Little Critter on the Road (1985)
- The Modern Sounds of the Knitters (2005)

Сольные альбомы
- Old Wives' Tales (1989)
- Running Sacred (1990)
- Surface to Air Serpents (1996)
- Somewhere Gone (2009)
- The Excitement of Maybe (2011)

Lydia Lunch & Exene Cervenka
- Rude Hieroglyphics (1995)

Auntie Christ
- Life Could Be a Dream (1997)

Original Sinners
- Original Sinners (2002)
- Sev7en (2006)

Другое
- Stoned Immaculate: The Music of The Doors (вокал на «Children of the Night») (2004)
- Rise Above: 24 Black Flag Songs to Benefit the West Memphis Three (вокал на «Wasted») (2002)

## Влияние
Американский писатель Майкл Блейк посвятил ей свою книгу «Танцующий с волками».